# Nonggang National Natural Reserve
Nonggang National Natural Reserve är ett naturreservat i Kina. Det ligger i den autonoma regionen Guangxi, i den södra delen av landet, omkring 140 kilometer väster om regionhuvudstaden Nanning.
Genomsnittlig årsnederbörd är 1 982 millimeter. Den regnigaste månaden är augusti, med i genomsnitt 419 mm nederbörd, och den torraste är januari, med 25 mm nederbörd.